# The Hope Conspiracy
I The Hope Conspiracy sono un gruppo hardcore punk statunitense di Boston formatosi nel 1999. Prima di firmare con la Deathwish Records erano distribuiti da Equal Vision Records e Bridge 9 Records.

## Storia
Con l'aiuto di Mark Thompson della Hydra Head Records, la band registrò il suo primo demo nel novembre 1999, formato dai tre brani Escapist, Divinity Sickness e When the Doves Fly. Il gruppo stampò 1000 copie del demo e ne distribuì più o meno 200 al suo primo concerto. Le copertine delle rimanenti 800 copie del demo furono disegnate da Aaron Turner, cantante degli Isis e proprietario della Hydra Head Records. Nei primi mesi del 2000, fu ristampata su CD e vinile. La versione su CD contiene una bonus track, It Meant Nothing; inoltre il brano When the Doves Fly è stato rinominato Regret Kills.
Nel luglio 2000 il complesso terminò la registrazione del primo album Cold Blue, che fu pubblicato da Equal Vision Records il 23 ottobre dello stesso anno. Nei due anni successivi la band fu in tour per pubblicizzare l'album assieme a Converge e Sick of It All, partecipò al tributo ai Black Flag Back on Black con una cover di Nervous Breakdown e pubblicò un EP chiamato File 03 su Bridge 9 Records. File 03 in realtà è una ristampa del demo con l'aggiunta di due nuove tracce (No Love Goes Unpunished e una cover dei Naked Raygun, Treason). La versione europea dell'EP è stata pubblicata da Join the Team Player Records.
Nella primavera del 2002 il gruppo, che dopo molti cambi di formazione era costituito da Kevin Baker (voce), Aaron Lisi (chitarra), Jonas Feinberg (basso) e Jared Shavelson (batteria), iniziò a lavorare al secondo album.
Il secondo album, Endnote, fu registrato tra il maggio e il giugno 2002 a New York, prodotto da Dean Baltunosis e pubblicato il 17 ottobre 2002. Nel novembre 2002 la Deathwish Records pubblicò uno split con i The Suicide File; il disco contiene Failure, un inedito delle prime sessioni di registrazione.
La band iniziò una pausa momentanea nel 2004:durante questa pausa Kevin Baker ha fatto parte dei Bars, mentre Jared Shavelson ha suonato la batteria per i None More Black.
Dopo essersi riunito nel 2006, il quartetto ha pubblicato il 7" in edizione limitata Hang Your Cross prima di realizzare il terzo album di studio, Death Knows Your Name su Deathwish Records, con il nuovo chitarrista Tim Cossar (ex Give Up the Ghost) e il ritorno di Neeray Kane (ex The Suicide File).

## Formazione

### Formazione attuale
- Kevin Baker - voce (1999 - oggi)
- Tim Cossar - chitarra (2005 - oggi)
- Neeraj Kane - chitarra (1999 - 2001; 2006 - oggi)
- Jonas Feinberg - basso (1999 - oggi)
- Jared Shavelson - batteria (2002 - oggi)
- Jim Carroll - chitarra (concerti 2003 - 2007; spesso rimpiazza Kane per i live)

### Ex componenti
- Adam Patterson - batteria (1999 - 2002)
- Dan Zimmerman - chitarra (1999-2002)
- Aaron Lisi - chitarra (2001 - 2003)
- Jarrod Alexander - batteria (2002)

## Discografia
Album in studio
- 2000 - Cold Blue (Equal Vision Records)
- 2002 - Endnote (Equal Vision Records)
- 2006 - Death Knows Your Name (Deathwish Records)

EP
- 2001 - File 03 (Bridge 9 Records/Join the Team Player Records in Europa)
- 2002 - Suicide File/The Hope Conspiracy (Deathwish Records)
- 2006 - Hang Your Cross EP (Deathwish Records/Resist Records)
- 2009 - True Nihilist (digitale)

Demo
- 1999 - Demo (Life Recordings)